# Menotti Avanzolini
Menotti Avanzolini (Firenze, 16 gennaio 1923 – Firenze, 19 marzo 2007) è stato un calciatore italiano, di ruolo centrocampista.

## Carriera

Menotti Avanzolini

Nella sua carriera ha vestito le maglie di Vis Pesaro, Fiorentina (con cui ha vinto il Campionato toscano di guerra nel 1944-1945), Carpi, Lucchese e Catania, per complessive 168 presenze nella Serie A a girone unico ed una presenza in Serie B.
Ha esordito in Serie A il 1º febbraio 1942 nella partita Torino-Fiorentina, terminata 3-1.